# ميكورو ساكورا
ميكورو ساكورا (اليابانية: 朝倉 未来؛ مواليد 15 يوليو 1992) هو مُقاتل فنون قتالية مختلطة ياباني. يُنافس في وزن الريشة في رايزن.
هو الأخ الأكبر لكاي ساكورا.

## وصلات خارجية
- ميكورو أساكورا على موقع شيردوغ (الإنجليزية)
- ميكورو أساكورا على موقع Tapology.com (الإنجليزية)